# KASzC Jávorka Sándor Mezőgazdasági és Élelmiszeripari Technikum, Szakképző Iskola és Kollégium (Tata)
A tatai Kisalföldi Agrárszakképzési Centrum Jávorka Sándor Mezőgazdasági és Élelmiszeripari Technikum, Szakképző Iskola és Kollégium a Közép-Dunántúli Régió egyetlen agrárszakiskolája, sok fiatalnak nyújt lehetőséget a maga és családja felemelkedését szolgáló ismeretek megszerzéséhez.

## Története
A tatai mezőgazdasági képzés előzményei a 18. századra tehetők. Szencről piarista papokat hívtak Tatára és gazdasági iskolát alapítottak a mai Eötvös József Gimnázium elődjeként. Eszterházy Miklós egy rövid ideig úgynevezett "Lovagiskolát" működtetett. Ennek tananyagában szántóföldi és szőlőművelési ismereteket is oktattak.
1905-ben Tata községállami támogatással Gazdasági Népiskolát nyit. A 10-15 éves fiúk gazdasági, az ugyanilyen korú lányok háztartási ismereteket kaptak. A két világháború között ezüst- és aranykalászos tanfolyamokat szerveztek. A Jávorka Sándor Mezőgazdasági és Élelmiszeripari Szakgimnázium, Szakközépiskola és Kollégium jogelődje a Téli Gazdasági Iskola volt. Ebből alakult a hároméves képzési idejű Mezőgazdasági Technikum, s ebből a szakközépiskola. A jelenlegi szakközépiskola épülete csak 1944 óta áll a mezőgazdasági képzés szolgálatában. Az 1960-as évek első felétől az iskola a Gödöllői Agrártudományi Egyetem gyakorló iskolájaként működött. Az 1970-es évektől a továbbképzések egy részét a korábbi Pannon Agrártudományi Egyetem irányításával működtették.
Igazgatók névsora 1952-től napjainkig:
- Babos István
- Nagy Antal
- Schróth László
- Hartmann Márton
- Dr. Szilas Péter
- Radics Gábor
- Szeifert István
- Jancsekity Bernadett
- Balogh Mária
- Szeifert István
- Iglóiné Hidasi Bernadett (mb.)
- Tasnádiné Sipos Mariann
- Körmendi Csaba (mb.)

## Névadás
Az iskola elnevezési formái hűen tükrözik a benne végbemenő fejlődések sorát. Ezen fejlődési folyamat első állomása 1950–1951, amikor megnyílik a Tatai Állattenyésztési Mezőgazdasági Technikum, ami egy évvel később már Tatai Mezőgazdasági Technikumként működik tovább, majd 1963. május 4-én az iskola nagyszabású névadóünnepség keretében Jávorka Sándor tiszteletére felveszi a Jávorka Sándor Mezőgazdasági Technikum, Tata nevet.
2000. augusztus 1-jén a Jávorka Sándor Mezőgazdasági Szakközépiskola és a szintén tatai Mezőgazdasági és Élelmiszeripari Szakiskola egyesült, így az intézmény új neve: Jávorka Sándor Mezőgazdasági és Élelmiszeripari Szakközépiskola és Szakiskola lett. 2004-ben alakult ki az iskola mai neve: Jávorka Sándor Mezőgazdasági és Élelmiszeripari Szakközépiskola és Szakiskola és Kollégium.
2016-tól az intézmény megnevezése Jávorka Sándor Mezőgazdasági és Élelmiszeripari Szakgimnázium, Szakközépiskola és Kollégium.
2020. július 1-től az intézmény a 2019. évi LXXX. (új) szakképzési törvény, valamint annak 12/2020. (II. 7.) végrehajtási rendelete alapján a Kisalföldi Agrárszakképzési Centrum fenntartói működtetése alá tartozik. Az intézmény megnevezése: KASzC Jávorka Sándor Mezőgazdasági és Élelmiszeripari Technikum, Szakképző Iskola és Kollégium.

## Szakok
Szakirányultság tekintetében az induló iskola állattenyésztési tagozatú volt (1950), ahol az első évben alapismereteket, majd azok sikeres elvégzése után részletes állattenyésztési és növénytermesztési ismereteket közöltek, és ezeket gyakorlati képzéssel egészítették ki.
1952-től a Népgazdasági Tanács 438/1950. NT. sz. határozata alapján a hároméves képzést képesítő vizsga zárta, a végzett tanulók pedig technikusi oklevelet kaptak.1954–1955-től a képzés időtartama 4 évre bővül. 1963-ban avatták fel az iskola épületében ma is meglévő, s a Jávorka-nap alkalmából évente megkoszorúzott emléktáblát. Az első szakközépiskolai osztály 1965-től indult.
1968-ban a tangazdaság beleolvadt a tatai állami gazdaságba, amely súlyos törést okozott az iskola életében.
Az 1970-es évek közepéig az iskola négyéves volt. Az 1970-es évek végétől az iskola létszáma megkétszereződött. Ekkor vezették be a szabad szombatot is. A nappali tagozat mellett hosszú évekig úgynevezett benti levelező tagozatú képzést is folytattak. Ez a képzési forma már jó néhány éve megszűnt. 1974-től az iskola a megyei szakigazgatási szerv irányítása alá került, 1979-től pedig egy új, növényvédelmi szakkal bővült. 1989-ben - az iskola történetében immáron másodszor - nappali tagozaton, az V. évfolyamon megkezdik a technikusképzést. 1986–1987-ben az első két évfolyamon már növénytermesztő és növényvédelmi, illetve állattenyésztő és állategészségügyi szak működött.
2000. szeptember 1-jétől elindult az agrárkereskedelmi menedzser-asszisztens felsőfokú akkreditált szakképzés is a Szent István Egyetem Gazdálkodási és Mezőgazdasági Főiskolai Karának (Gyöngyös) támogatásával. Időközben a főiskola önálló lett Károly Róbert Főiskola néven. Ez a képzési forma 2005-ben megszűnt.

## Épület
1968-ban - a maga korában korszerűnek számító - kémiai előadó és laboratórium épült, majd műhelyek, ólak, tanári lakások és az úgynevezett pajta-tornaterem, amely egy fedett pajta volt vaslábakkal, és az egyik oldalán a szél elleni védelemként teljes felfalazással. Ez később az új tornaterem megépülésével átalakult, és később a magyar szaktanteremnek, az iskolakönyvtárnak és az olvasónak ad helyet. A főépület is átépítésen esett át, ekkor került kialakításra az emeleti szint, ahol termek, gazdasági irodák és a tanári található.
1992-ben épült meg az "új épület", melyben a géptani bemutatóterem, korszerű szaktantermek, felnőttképzés, gazdaképzés és a számítógéppark kapott helyet. Ugyancsak ebben az évben készült el a gépjárművezetést kiszolgáló rutinpálya, s ettől kezdve használják az üvegházat is.
2010-ben 1077 négyzetméter alapterületű, háromszintes, új szárnyat emeltek a főépülethez. Az akadálymentes új szárnyban kilenc szaktanterem, egy fejlesztőterem és könyvtár készült, a két épületet lift köti össze.

## Kollégium
A jelenlegi kollégiumi épület az 1950-es évek elején kezdte meg kollégiumként működését. A kollégium 1980-ban érte el jelenlegi formáját, addig igazából csak az alvás és a tisztálkodás lehetőségeit biztosította, a tanulás, a sport és egyéb szabadidős tevékenységek az iskolában zajlottak. Az iskolához egy – 1993-tól koedukált - kollégium kötődik. A kollégium az iskolával közös igazgatás alatt tevékenykedik.

## Diákélet
Az osztályfőnök vezetésével rendszeresen végeznek úgynevezett pénzes munkát, hogy tanulóik a szülők megterhelése nélkül, belföldi és néha külföldi kirándulásokat tehessenek. Az Országos Szakmai Tanulmányi Versenyeken is rendszeresen indulnak a tanítványok. Ugyancsak részt vesznek a biológiai témájú Kitaibel-versenyeken.